# Монтанский университет
Монтанский университет (англ. University of Montana; UM) — общественный исследовательский университет в Мизуле, штат Монтана, США. Основан в 1893 году. По состоянию на осень 2024 года в нём обучается 10 811 студентов. На 2025 год годовой бюджет университета составляет 572 миллиона долларов. UM классифицируется как исследовательский университет с очень высокой научной активностью. Среди выпускников университета числятся 11 обладателей стипендии Гарри Трумэна], 14 обладателей стипендии Барри Голдуотера, 40 обладателей стипендии Юдалла, а также один нобелевский лауреат — Гарольд Клейтон Юри.

## История
Актом Конгресса от 18 февраля 1881 года было выделено 72 участка общей площадью в 46 000 акров (190 км²) в территории Монтана для создания университета. Монтана была принята в Союз 8 ноября 1889 года, и вскоре легислатура штата приступила к рассмотрению вопроса о том, где будут расположены постоянная столица штата и государственный университет. Чтобы быть уверенными в том, что новый последний будет расположен в Мизуле, руководство города заключило соглашение со будущей столицей Хеленой. Мизула не претендовала на становление столичным городом и поддержала Хелену, а не её главного конкурента Анаконду, и в ответ Хелена не стала претендовать на строительство университета. В феврале 1893 года легислатурой было утверждено, что Монтанский университет будет построен в Мизуле, и он был официально открыт в 1895 году. Пока шло строительство университетского городка, занятия временно проводились в близлежащей школе Уилларда. В июне 1898 года был заложен первый камень университетского здания, спроектированного Эй Джеем Гибсоном. В 1913 году заведение было переименовано в Государственный Монтанский университет (англ. State University of Montana; SUM), в 1935 — в Университет штата Монтана (англ. Montana State University; MSU), а в 1965 году университет вернул первоначальное название.

## Обучение
UM предлагает более 170 различных программ. Университет разделён на одиннадцать подразделений: Колледж гуманитарных наук; Колледж образования и гуманитарных наук Филлис Дж. Вашингтон; Колледж лесного хозяйства и охраны природы У.А. Франке; Колледж медицинских профессий и биомедицинских наук; Колледж изобразительных и исполнительских искусств; Юридическая школа Александра Блюэтта III; Колледж бизнеса; Школа журналистики; Школа дополнительного образования; Миссула Колледж и Битеррут Колледж.
В рейтинге лучших колледжей Америки от Forbes на 2024 год Монтанский университет занимает 610-е место, в рейтинге лучших колледжей U.S. News & World Report — 377-е, в рейтинге от Washington Monthly — 154-е, в рейтинге от The Wall Street Journal входит в 700 лучших. В Академическом рейтинге университетов мира OSU находится в седьмой сотне, в QS World University Rankings — между 800-м и 1000-м местами, а в U.S. News & World Report Best Global University Ranking расположился на 913-м месте.